# Københavns Grundejerbank
Københavns Grundejerbank A/S var en dansk bank i København, som var aktiv 1898-1908.

## Historie
Banken var stiftet maj 1898 (åbnet 10. september) og blev styret af et bankråd, et repræsentantskab og en direktør. Bankens endeligt blev dens finansiering af spekulation i boligbyggeri i årene frem til bankkrisen i København 1908. Grundejerbanken suspenderede sine betalinger om aftenen 6. februar. I dagene efter dykkede bankaktiernes kurser. 9. februar overtog staten og hovedbankerne sammen garantien over for de af katastrofen ramte bankers kreditorer (stadfæstet ved lov af 15. februar) og der blev oprettet en bankkomité (ophævet ved lov af 26. marts 1910), som havde vidtgående myndighed over for de nødlidende banker. Grundejerbanken krakkede imidlertid i februar 1908 og blev overtaget af Kjøbenhavns Handelsbank.
Bankens aktiekapital (oprindeligt 2 mio. kr.) var i 1904 6 mio. kr., foruden et garantifond på 200.000 kr., hvoraf 20 procent var indbetalt. Reservefond 31. december 1904: 350.000 kr.; vekselbeholdning: 3.451.882 kr., udlån på kassekredit (mod håndpant og selvskyldnerkaution): 13.688.853 kr., fondsbeholdning; 1.766.352 kr., indlån: 12.751.738 kr., hvoraf 10.275.629 på kontrabog.

## Arkitektur
Banken havde til at begynde med til huse i en bygning i fire stokværk på Gammeltorv 4, der var ejet af Kreditforeningen af Grundejere i Kjøbenhavn og Omegn. Den er opført 1898-99 udelukkende af sten og jern efter tegning af Frederik L. Levy. Den havde med grunden kostet 580.000 kr.
I 1908 flyttede den til en selvstændig bygning over for den gamle på Frederiksberggade 1 (hjørnet af Gammeltorv), opført 1904-08 ved Victor Nyebølle.